# Walden Media
 (novembre 2020).
 (novembre 2020).
Pour les articles homonymes, voir Walden.
Walden Media est un studio de production cinématographique et un éditeur américain fondé en 2000 par le magnat du pétrole et des médias Philip Anschutz.
Le studio est surtout connu pour ses coproductions avec Walt Disney Pictures dont les adaptations du Monde de Narnia de C.S. Lewis.

## Filmographie
- 2002 : Pulse: A Stomp Odyssey
- 2003 : Les Fantômes du Titanic
- 2003 : La Morsure du lézard (Holes)
- 2003 : I Am David
- 2004 : Le Tour du monde en quatre-vingts jours (Around the World in 80 Days)
- 2005 : Winn-Dixie mon meilleur ami (Because of Winn-Dixie)
- 2005 : Aliens of the Deep
- 2005 : Le Monde de Narnia : Le Lion, la Sorcière blanche et l'Armoire magique (The Chronicles of Narnia: The Lion, the Witch and the Wardrobe)
- 2006 : Hoot
- 2006 : How to Eat Fried Worms
- 2006 : Amazing Grace
- 2006 : Le Petit Monde de Charlotte (Charlotte's Web)
- 2007 : Le Secret de Terabithia
- 2007 : The Seeker: The Dark Is Rising
- 2007 : Le Merveilleux Magasin de M. Magorium (Mr. Magorium's Wonder Emporium)
- 2007 :  Le Dragon des mers : La Dernière Légende
- 2008 : The Screwtape Letters
- 2008 : L'Île de Nim (Nim's Island)
- 2008 : Le Monde de Narnia : Le Prince Caspian (The Chronicles of Narnia: Prince Caspian)
- 2008 : Voyage au centre de la Terre
- 2008 : City of Ember
- 2008 : Eddie Dickens and the Awful End
- 2009 : College Rock Stars (Rock On ou Bandslam)
- 2009 : Manhunt (Rovdyr)
- 2010 : Petite Souris (The Tooth Fairy)
- 2010 : Le Monde de Narnia : L'Odyssée du Passeur d'Aurore (The Chronicles of Narnia: The Voyage of the Dawn Treader)
- 2011 : Tortoise and Hippo
- 2011 : KooKoo Birds: The Movie (co-production avec Amblin Entertainment et One2play)
- 2012 : Chasing Mavericks
- 2016 : Le Bon Gros Géant (The BFG)
- 2019 : Dora et la Cité perdue (Dora and the Lost City of Gold)
- 2019 : Chaud devant ! (Playing with Fire)
- 2020 : Petit Guide de la chasseuse de monstres (A Babysitter's Guide to Monster Hunting)
- 2021 : Finch
- 2021 : Steve, bête de combat (Rumble)
- 2025 : Nuremberg de James Vanderbilt